# Circonscription de Centeriya
La circonscription de Centeriya est une des 121 circonscriptions législatives de l'État fédéré des nations, nationalités et peuples du Sud, elle se situe dans la Zone Sidama. Sa représentante actuelle est Bezunesh Yetagesu Kake.